# ランツベルク・アム・レヒ航空基地
ランツベルク/レヒ航空基地（ドイツ語: Fliegerhorst Landsberg/Lech）は、ドイツ連邦共和国バイエルン州ランツベルク・アム・レヒ郡のペンツィングに所在する軍用飛行場。

## 歴史
1935年、ナチス・ドイツ政権下での再軍備でドイツ空軍が健軍される。同地は飛行場建設について全ドイツ中で最も適した場所として選定された。ペンツィング町も、良好な地理的条件、航法および技術的側面のために自立的に提供した。1935年から建設が始まり、翌1936年春頃には若干の建屋が完成する。最初の空軍部隊は1937年2月10日に活動を始め、同年3月1日には定期航空便が就航する。
配置部隊は第153爆撃航空団「メルゼブルク」でドルニエ Do 23爆撃機を装備していた。1939年に第二次世界大戦勃発前、装備機は新型のハインケル He 111爆撃機に転換される。また、部隊名も第51爆撃航空団「エーデルヴァイス」に改称された。所属パイロットは翌年にはすべての戦線に投入される。一方、航空基地も意欲的にパイロットの養成に務めた。
大戦末期、飛行場はアメリカ陸軍航空軍のボーイング B-17爆撃機による2度の攻撃にさらされた。全体の被害は、3つの格納庫、滑走路誘導路が破壊され、配備航空機も多数が損壊した。終戦の日にはドイツ最高のレーダー技術者達が集められた。
飛行場は195年4月からアメリカ合衆国陸軍第28機甲師団の占領下におかれた。
1945年5月17日に米軍第843工兵航空大隊の所属中隊が飛行場運用を再開するために派遣される。修復には滑走路から優先して始められ、その後周辺施設に手が加えられた。修理後は航空補給処グループ用の建屋が建設される。1946年1月に第862工兵大隊によって工事は完了する。
1947年にエルディング航空基地隷下部隊としてペンツィングに第7280航空基地群が配置された。
1949年に飛行場はランツベルク航空基地支所に改称され、第2航空師団司令部がおかれた。1950年5月1日には第7030司令部支援群が配置される。1953年に第7351航空基地隊が編成され、同年7月1日に飛行場を指揮下においた。ほぼ2年後の1955年4月1日にパイロット訓練センターが準備される。第7351飛行訓練群はセンターに能力を提供し、同年10月1日に第7351飛行訓練航空団に改編される。この際には7個飛行隊が飛行場に配置された。
1955年西ドイツは北大西洋条約機構に加盟し新生空軍の再建に着手する。新生空軍の準備で関係者は新しい飛行場とパイロット訓練施設の建設を始めた。いくつかの候補のうち、ランツベルク飛行場は訓練部隊の使用のために選ばれた。1956年2月4日に西ドイツ最初の軍用機パイロットの飛行はアメリカ人教官指導のもとで行われた。訓練されたドイツ人パイロットの多くは第二次世界大戦の退役軍人たちであった。彼らは10年以上航空機を操縦していなかった上に、ほとんどの者がジェット機に接した経験がなかった。しかし、過去2年間で一部の者はジェット機に接しており、アメリカ製航空機による慣熟訓練に対応できた。再建された空軍はパイロット訓練から始まった。これにはパイパー PA-18が使用される。高等教育とジェット機への移行フュルステンフェルトブルック航空基地にてはアメリカ合衆国空軍と共に進行し、ロッキード T-33練習機が飛行訓練に使用された。1956年9月24日に空軍最初の戦闘機パイロット10名の教育が完了した。さらなる教育訓練については北米大陸のネバダ州ネリス空軍基地で行われることになる。教育訓練は1958年まで継続され、その後アメリカ軍は撤収した。
西ドイツ空軍への返還後、飛行場にはAパイロット学校が設立された。同校にはフーガ マジステール練習機とノースアメリカン T-6練習機が配備され教育訓練にあたった。後に第64ヘリコプター輸送飛行隊が配備されベル UH-1D輸送ヘリコプターが配備された。1971年に第61ヘリコプター飛行隊はノイビーベルク航空基地へ移転する。1989年にはブルバハ飛行場から第22防空群が配転される。他に、輸送ヘリコプター飛行隊が置かれ、アルテンシュタットの空挺空輸学校で定期的に実施される落下傘降下訓練に協力している。第61空輸航空団については2010年に約2,000人体制から約16,00人体制に縮小され、2016年に予定されているエアバス A400M輸送機の導入については周辺の環境事情により運用が困難であり、同航空団の縮小が計画されている。

## 配置部隊
- ヴェルフェン兵営
  - 第61空輸航空団（空軍）
  - 第22防空群分遣隊（空軍）
  - ペンツィング地区航空兵器システム・センター（空軍）
  - ペンツィング兵器システム支援センター（空軍、第1空軍整備連隊隷下）
  - 第471後方支援大隊第5中隊（基盤軍）
  - ペンツィング衛生センター分所（救業軍）
  - ランツベルク・アム・レヒ連邦軍業務センター（国防施設管理・環境保護部）